# 清峰寺
清峰寺（せいほうじ）は岐阜県高山市国府町鶴巣にある千手観世音菩薩を本尊とする曹洞宗の寺院で、山号は阿房山。円空仏を所蔵する。
正和2年（1313年）に比叡山延暦寺の末寺として建立されたと伝わる。室町時代には飛騨の大名姉小路基綱の菩提所となった。江戸時代に鶴巣、寺谷山へ移転する。元禄3年（1690年）に円空が滞在して3体の円空仏を遺した。その後焼失して衰頽するが、曹洞宗の寺院として再興した。本尊は江戸時代には飛騨七観音の一つとして信仰され、安政3年（1856年）に現在地へ移転している。円空作の竜頭観世音菩薩、十一面千手観世音菩薩ならびに聖観世音菩薩は岐阜県により文化財に指定されている。
現在の観音堂は文久3年（1863年）に名工西田伊三郎により建立されたものである。